# Демократический фронт Кабинды
Демократический фронт Кабинды (порт. Frente Democrática de Cabinda) — повстанческое движение, сражающееся за создание независимого государства Республика Кабинда на территории Анголы.

## История
Кабиндские повстанцы похищали и требовали выкуп у иностранных нефтяников на протяжении 1990-х годов, чтобы иметь финансовые возможности для проведения боевых действий против правительства Анголы. Повстанцы «Фронта за освобождение анклава Кабинда» (ФЛЕК) останавливали автобусы, преследовав рабочих компании Chevron, а также поджигали автобусы 27 марта и 23 апреля 1992 года. 14 мая 1992 года в Малонго между ФЛЕК и полицией произошло крупномасштабное столкновение, в котором 25 минометных снарядов случайно попали в близлежащий комплекс Chevron.
Правительство Анголы, опасаясь потери своего основного источника дохода, начало переговоры с представителями «Фронта освобождения анклава Кабинда-Возрождение» (ФЛЕК-В), Вооружённых сил Кабинды и «Демократического фронта Кабинды» в 1995 году. Покровительство и взяточничество не смогли повлиять на руководство ФЛЕК-В и Вооружённых сил Кабинды, и переговоры прекратились. В феврале 1997 года повстанцы Вооружённых сил Кабинды похитили двух сотрудников лесозаготовительной компании Inwangsa SDN, убив одного и освободив другого после получения выкупа в размере 400 000 долларов США. В апреле 1998 года Вооружённые силы Кабинды похитили 11 человек, девять ангольцев и двух португальцев, которых отпустили за выкуп в размере 500 000 долларов США. В марте 1999 года ФЛЕК-В похитили пятерых сотрудников нефтяной компании Byansol, двух французов, двух португальцев и одного ангольца. Пока повстанцы освобождали ангольца, правительство Анголы пообещало руководству повстанцев 12,5 миллионов долларов за заложников. Когда появился Антониу Бенту Бембе, председатель ФЛЕК-В, ангольская армия арестовала его вместе с телохранителями. Позже, 7 июля 1999 года, ангольская армия освободила остальных заложников. К концу года правительство Анголы арестовало руководство всех трёх повстанческих организаций.
Помимо ведения «Демократическим фронтом Кабинды» боевых действий против Анголы, правительству этой страны также противостояло поддерживаемое США повстанческое движение «УНИТА» во главе с Жонашом Савимби, которое участвовало в гражданской войны в Анголе с 1975 года вплоть до гибели Савимби в бою с правительственными войсками в 2002 году.